# Miss You (canção de Aaliyah)
"Miss You" é uma canção da cantora norte-americana Aaliyah. Escrita por Johntá Austin, Ginuwine e Teddy Bishop em 1998, a canção foi inicialmente gravada em 1999 para o terceiro álbum de estúdio da cantora (2001). No entanto, acabou não fazendo parte da lista de faixas de Aaliyah e permaneceu arquivada até depois da morte da cantora em agosto de 2001. A canção foi então incluída e lançada como primeiro single da coletânea póstuma I Care 4 U (2002) em 28 de outubro de 2002, através da Blackground Records e Universal Records.
Após seu lançamento, a canção foi amplamente elogiada pelos críticos musicais. Um sucesso comercial, a canção atingiu o topo da Hot R&B/Hip-Hop Songs e a terceira posição da Billboard Hot 100, tornando-se o segundo single de maior sucesso de Aaliyah na tabela, atrás apenas de seu sucesso número um "Try Again" (2000). "Miss You" foi a oitava canção mais bem sucedida nos Estados Unidos no ano de 2003. Internacionalmente, alcançou o top dez na Alemanha e o top vinte no Canadá, Dinamarca, Países Baixos e Suíça.
O videoclipe da música foi dirigido por Darren Grant e contou com tributos de amigos e colaboradores de Aaliyah, incluindo DMX, Lil' Kim, Missy Elliott e Static Major. Ele recebeu uma indicação de Melhor Videoclipe de R&B no MTV Video Music Awards de 2003. O rapper Jay-Z fez uma homenagem a Aaliyah usando o instrumental e refrão de "Miss You" em seu remix oficial, lançado em março de 2003.

## Gravação e produção
"Miss You" foi escrita pelo cantor de R&B Ginuwine, Johntá Austin e Teddy Bishop; produzida por este último, foi originalmente criada para o segundo álbum de estúdio de Ginuwine, 100% Ginuwine (1999). Ao final de 1999, enquanto Aaliyah estava gravando faixas para o terceiro álbum auto-intitulado (2001) no Manhattan Center Studios, ela solicitou a Austin e Bishop que tocassem para ela algumas faixas que haviam produzido com outros artistas, incluindo "I Miss You" para o qual Ginuwine já havia emprestado sua voz. Bishop comentou mais tarde, "Ela estava tipo, 'Eu quero gravar essa faixa' [...] Ela pegou o telefone, ligou para ele e disse 'Ei, eu sei que você já gravou essa canção, mas eu adoraria cantá-la'". Ginuwine, que era parte compositora da música, permitiu que ela gravasse sua própria versão e, na mesma noite, Aaliyah regravou a faixa inteira. Embora ela supostamente quisesse lançar, Blackground Records, sua gravadora, sentiu que a música não era uma "faixa de sucesso" e, portanto, a música foi deixada sem uso até sua morte em Agosto de 2001.

## Recepção da crítica
A Slant Magazine chamou o single de "Aaliyah-elite". MusicOMH.com chamou o single de a melhor canção inédita do álbum, além de declarar "as letras comoventes misturam bem com uma melodia pensativa, reflexiva e descontraída". O AllMusic - enquanto menciona o single com a faixa "All I Need" - disse que eles "não têm a vantagem de suas produções clássicas de Timbaland, mas resistem bem - mesmo quando estão posicionados ao lado das melhores canções de sua carreira". Michael Paoletta, da Billboard, elogiou os vocais de Aaliyah e a música, dizendo: "Miss You é mais uma vitrine de um talento que partiu cedo demais". Ele também disse: "O alto sopro da cantora flutua sobre uma faixa sensual e pesada, cortesia de Teddy Bishop". Damien Scott da Complex sentiu que a música "é um golpe de mestre em um desejo apaixonado com Aaliyah derramando lágrimas sobre um amor perdido. Fazia sentido, então, que era uma de suas últimas faixas, pois resumia a forma como sua família, amigos e os fãs sentiram quando ela morreu". James Poletti, do Dotmusic, descreveu a canção como "doçura profunda e melosa" e ele sentiu que Aaliyah "evoca uma sensualidade arrepiante em cada sílaba".

## Prêmios
| Ano  | Prêmio                      | Categoria                        | Resultado | Ref.  |
| ---- | --------------------------- | -------------------------------- | --------- | ----- |
| 2003 | Billboard R&B/Hip-Hop Award | Top R&B/Hip-Hop Single - Airplay | Indicado  | [ 8 ] |
| 2003 | MTV Video Music Award       | Melhor Clipe de R&B              | Indicado  | [ 9 ] |

## Desempenho nas tabelas musicais
"Miss You" estreou na 55ª posição ao Billboard Hot 100 e posteriormente alcançou seu pico na terceira posição, ao passo que atingiu o topo da parada Hot R&B/Hip-Hop Songs. Foi classificada na oitava posição da parada de fim de ano da Billboard Hot 100 e na terceira posição da Hot R&B/Hip-Hop Songs em 2003. Eventualmente, "Miss You" se tornou a canção feminina solo mais bem sucedida do ano de 2003 nos Estados Unidos. Seis anos após seu lançamento, em 22 de novembro de 2008, a canção estreou na 38ª posição da parada US Hot Ringtones.
Internacionalmente, "Miss You" obteve sucesso comercial moderado. No Canadá, alcançou a 14ª posição da Canadian Singles Chart, onde passou um total de 13 semanas. A canção atingiu o top 10 na Alemanha, onde estreou e alcançou o pico na oitava posição em 27 de janeiro de 2003. A canção também esteve presente no top 15 da Dinamarca e da Suíça. Nos Países Baixos, alcançou a 25ª colocação da Dutch Top 10 e a 14ª posição na Single Top 100. No Reino Unido, "Miss You" estreou na 91ª posição na UK Singles Chart na semana de 1º de fevereiro de 2003. Eventualmente, alcançou a 76ª posição durante sua quarta semana, tornando-se o single de Aaliyah com menor desempenho na parada.
Após o lançamento oficial de I Care 4 U e Ultimate Aaliyah nas plataformas de streaming em 8 de outubro de 2021, "Miss You" estreou e alcançou a quinta posição da parada R&B Digital Song Sales dos Estados Unidos.

## Clipe
O videoclipe de "Miss You" foi dirigido por Darren Grant em novembro de 2002 e foi filmado em dois locais diferentes, como Long Island City, Nova York e Los Angeles. O vídeo inclui segmentos de videoclipes anteriores de Aaliyah, juntamente com aparições de amigos de Aaliyah e colegas que são mostrados dublando sua música. As celebridades que estiveram presentes na filmagem de Long Island incluíram Missy Elliott, Lil' Kim, Tweet, Queen Latifah, Jaheim, Lyric e Lil' Jon e os Eastside Boyz, entre outros. Enquanto isso, na filmagem de Los Angeles, as celebridades que estavam presentes incluem Jamie Foxx, DMX, Quincy Jones e a ex-VJ da MTV Ananda Lewis.

## Tabelas musicais

### Tabelas semanais
| Tabelas musicais (2002-2003)                            | Melhor posição |
| ------------------------------------------------------- | -------------- |
| Áustria (Ö3 Austria Top 40)                             | 29             |
| Bélgica - Ultratop 50 Flanders                          | 43             |
| Bélgica - Ultratop 50 Wallonia                          | 7              |
| Canadá (Nielsen SoundScan)                              | 14             |
| Dinamarca (Tracklisten)                                 | 15             |
| União Europeia (European Hot 100 Singles)               | 35             |
| Alemanha (Official German Charts)                       | 8              |
| Países Baixos - Dutch Top 40                            | 25             |
| Países Baixos - Singles Top 100                         | 14             |
| Suécia (Sverigetopplista)                               | 40             |
| Suíça (Schweizer Hitparade)                             | 15             |
| Reino Unido (OCC)                                       | 76             |
| Reino Unido - UK R&B (OCC)                              | 15             |
| Estados Unidos (Billboard Hot 100)                      | 3              |
| Estados Unidos - Adult R&B Airplay (Billboard)          | 19             |
| Estados Unidos - Pop Airplay (Billboard)                | 10             |
| Estados Unidos - US Rhythmic (Billboard)                | 6              |
| Estados Unidos - Radio Songs (Billboard)                | 3              |
| Estados Unidos - Hot R&B/Hip-Hop Song Sales (Billboard) | 1              |
| Estados Unidos - R&B/Hip-Hop Airplay (Billboard)        | 1              |
| Estados Unidos - Hot R&B/Hip-Hop Songs (Billboard)      | 1              |

| Tabelas musicais (2021)                                     | Melhor posição |
| ----------------------------------------------------------- | -------------- |
| Estados Unidos - R&B Digital Song Sales (Billboard)         | 5              |
| Estados Unidos - R&B/Hip-Hop Digital Song Sales (Billboard) | 17             |

### Tabelas de fim de ano
| Tabelas musicais (2003)                            | Melhor posição |
| -------------------------------------------------- | -------------- |
| Países Baixos - Dutch Top 40                       | 179            |
| Estados Unidos (Billboard Hot 100)                 | 8              |
| Estados Unidos - Hot R&B/Hip-Hop Songs (Billboard) | 3              |
| Estados Unidos - Mainstream Top 40 (Billboard)     | 62             |
| Estados Unidos - US Rhythmic (Billboard)           | 20             |